# ماريوس رادو
ماريوس رادو (مواليد 18 يونيو 1992) هو سبّاح روماني، مثّل بلاده في الألعاب الأولمبية الصيفية 2016.

## روابط خارجية
ماريوس رادو على موقع الاتحاد الدولي للسباحة (الإنجليزية)
- ماريوس رادو على موقع أوليمبيديا (الإنجليزية)